# 松旭斎天洋

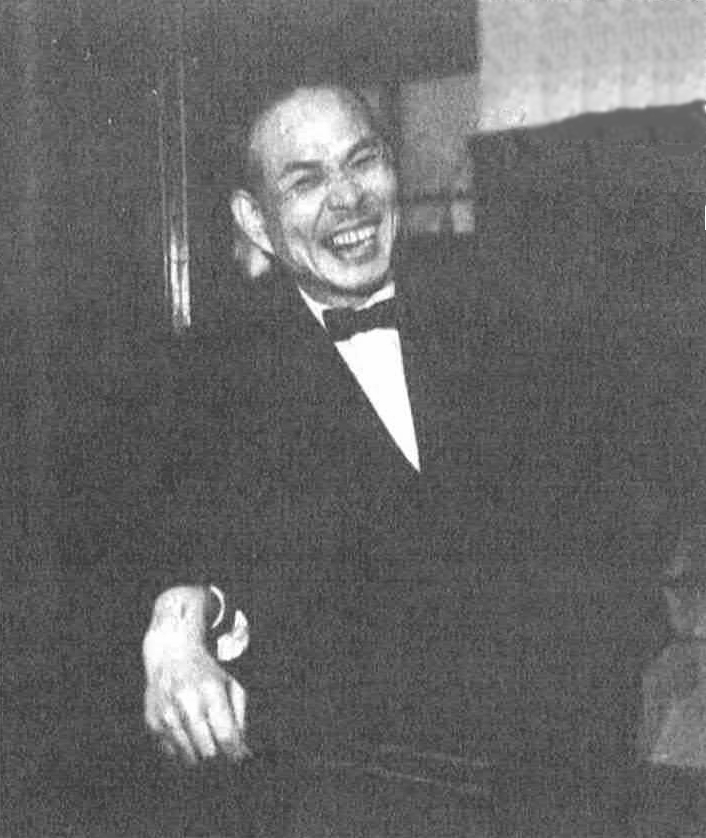
読売新聞社『家庭よみうり』377号（1954年）より

松旭斎 天洋（しょうきょくさい てんよう、1888年〈明治21年〉9月21日 - 1980年〈昭和55年〉9月30日）は日本の奇術師。敦賀市生まれ。本名は山田（旧姓:島田）松太郎。初代・第3代日本奇術協会会長。
日本における奇術の発展と普及に貢献した業績により、日本奇術界の「中興の祖」とも呼ばれた。

## 人物
母親は奇術師の松旭斎天一の姉であった。子供の頃は大阪で丁稚奉公をしていた。
1904年（明治37年）頃に松旭斎天一に弟子入りして松旭斎天松という芸名をもらった。兄弟弟子には松旭斎天勝や松旭斎天二らがいた。「天一一座」では天一の手伝いをやりながら、奇術の腕を磨いた。
師匠の天一が死去してからは松旭斎天洋と改名し、1912年（大正元年）に「天洋一座」を旗揚げして座長として独立し活躍した。この頃の得意技としては師匠の天一から継承した、客に両手の親指同士を紐できつく縛られるが、日本刀を両腕の間に入れたり外したりすることができるという「柱抜」（サムタイ）があった。
昭和恐慌を端緒とした不景気の影響により天洋一座は財政が圧迫されていった為、困った天洋は手品を趣味としていた緒方知三郎の所に相談に行った。すると緒方から「手品の世界を一般の人たちにも開放してはどうか」 とアドバイスされた。当時、手品の商品を一般人に販売することはタブー視されていたが、天洋は1931年（昭和6年）に東京の新富町に「天洋奇術研究所」を設立して三越日本橋本店で手品商品の実演販売をおこなった。この実演販売をきっかけとして三越各店での実演販売を行っていくと好評を得ていき、天洋一座の財政も好転するようになっていった。
1936年（昭和11年）4月には初代・松旭斎天勝の発案で、「奇術界の発展、奇術師同士の技術向上、親睦」を目的として32名の職業奇術家が目黒雅叙園に集まって「職業奇術家団体同好会」創立の会合が開かれた。名誉会長に初代・天勝、会長に天洋が就任した。この同好会が後に日本奇術協会となった。
1941年（昭和16年）には太平洋戦争により手品商品の材料が手に入らなくなり、「天洋奇術研究所」は一時閉鎖となった。終戦後、再び「天洋奇術研究所」を活動再開させたものの天洋は進駐軍での舞台公演に時間を取られて販売まで手が回らず、売上げは伸びなかった。1953年（昭和28年）に天洋の六男である山田昭が「天洋奇術研究所」を新たな発想のもとに刷新していった。その後1960年に株式会社化、これが後の株式会社テンヨーの前身である。なお、天洋の弟子である初代引田天功や島田晴夫らはデパートでの実演販売を行っている。1964年引退。
日本奇術協会では多年にわたって世界に通じる活躍をし、日本の奇術界に貢献をした奇術師に対して天洋の名を冠した「松旭斎天洋賞」を12月3日の「奇術の日」に贈っている。
弟子に松旭斎滉洋、松旭斎天正らがいる。

## 著作
- 『奇術と私―明治・大正・昭和の日本奇術史』 テンヨー、1976年7月